# Haderslev
Haderslev ([ˈhaðˀɔˌslew]; tysk: Hadersleben [ˈhaːdɐsleːbm̩]) er en by i det østlige Sønderjylland med 22.277 indbyggere  (2024), beliggende 28 km syd for Kolding og 26 km nord for Aabenraa. Byens navn stammer fra Kong Hader.
Blandt byens erhvervsliv er Bryggeriet Fuglsang.

## Haderslev Kommune
Haderslev var købstad indtil kommunalreformen i 1970, hvor byen blev kommunesæde i Haderslev Kommune (Sønderjyllands Amt), som foruden købstaden bestod af samtlige sognekommuner i Haderslev Herred (Haderslev Amt). Ved strukturreformen i 2007 blev den udvidet med Gram Kommune og Vojens Kommune til den nuværende Haderslev Kommune i Region Syddanmark.

## Sogne og kirker
Den mellemste og østligste del af byen hører til Haderslev Vor Frue Domsogn med Haderslev Domkirke, som er bispesæde for Haderslev Stift. Den vestlige del af byen hører til Gammel Haderslev Sogn med Sct. Severin Kirke.

## Geografi
Byen ligger i Sønderjyllands længste tunneldal. Øst for byen ligger Haderslev Fjord, og vest for byen ligger Haderslev Dam.

## Historie

### Oprindelse
Haderslev opstod i 1100-tallet på en sandbanke inderst i fjorden. Den omtales af Saxo i begyndelsen af 1200-tallet. Omkring 1254 blev der oprettet et dominikanerkloster, og i 1292 fik byen stadsret. Arkæologiske udgravninger ved Møllestrømmen har afsløret, at byen er opstået i midten af 1100 tallet. På nordsiden af Møllestrømmen har der eksisteret en lille markedsplads, som siden udvikler sig til en regulær købstad. Haderslev opstod der hvor afstanden mellem Ribe og Østersøen var kortest. Her kunne handelsmænd fra Ribe mødes med købmænd fra Østersølandene og udveksle varer.

### Industrialisering
I den "tyske tid", dvs. i perioden 1864-1920, blev der anlagt en række jernbanestrækninger som samlet blev kaldt Haderslev Amts Baner.

### Efterkrigstiden

#### Damkatastrofen
Byen oplevede en katastrofe, , den 8. juli 1959, da turbåden Turisten brændte, og 57 mennesker omkom. På 50-årsdagen i 2009 blev en mindesten afsløret i damparken.

## Uddannelse
Haderslev har en lang række uddannelsesinstitutioner.

### Folkeskoler
- 10. ved Kløften (Skolen ved Kløften)
- Erlev Skole[4]
- Fællesskolen Favrdal - Fjelstrup[4]
- Fællesskolen Hammelev - Sct. Severin[4]

### Specialskoler
- Skolen ved Stadion
- Helsehjemmet
- Kvistrup Gammel Skole
- "Ireden" (Opholdssted)
- Underkastanien (Opholdssted)

### Privatskoler
- Haderslev Realskole
- Deutsche Schule Hadersleben
- Haderslev Kristne Friskole
- Den Nye Friskole

### Ungdomsuddannelser
- Haderslev Katedralskole
  - stx
  - hf
- Haderslev Handelsskole
  - hhx
  - eux

- EUC Syd
  - htx
  - eud

### Videregående uddannelsesinstitutioner
- University College Syddanmark
  - Administrationsbachelor
  - Fysioterapeut
  - Læreruddannelse
  - Medie og sonokommunikation[5]
  - Skolen for visuel kommunikation

### Øvrige skoler og uddannelser
- EUC Syd
- Haderslev Idrætsakademi
- Sprogcentret Haderslev
- VUC Syd (Udbydes af IBC)
- MGK-Sønderjylland
- STU Haderslev
- Beredskabsstyrelsen

## Kultur

### Museer
Arkæologi Haderslev (tidligere Haderslev Museum) er en del af Museum Sønderjylland og rummer arkæologiske fund fra Haderslev og omegn. Von Oberbergs Hus er fra 1580, hvor byens historie fra senmiddelalderen og frem til nyere tid fortælles. Ehlers Samlingen har Nordeuropas største samling af lertøj fra perioden 1500-1900 og kunstnerkeramik fra 1800- og 1900-tallet.

### Begivenheder
Haderslev er den eneste by i Danmark uden for København, der har en vagtparade, idet Slesvigske Musikkorps de fleste fredage kl. 12 marcherer gennem byen til domkirken, hvor et mindeblad vendes i et mindekapel for Slesvigske Fodregiments faldne.
I byparken Kløften afholdes hvert år over tre dage Kløften Festival, der besøges af omkring 8.000 gæster.
Mange begivenheder bliver afholdt på kulturhuset Bispen.
Haderslev afholder  hvert år Stafet For Livet til fordel for kræftens bekæmpelse. Dette er nordens største stafet for livet.[kilde mangler]

### Arkitektur
Haderslevs vartegn er Haderslev Domkirke, der har eksisteret siden midten af 1200-tallet og siden 1922 været sæde for Haderslev Stift. Byen var et af arnestederne for reformationen i Danmark, for allerede i 1526 indførte Christian som hertug af Slesvig-Holsten reformationen i Haderslev, otte år før han blev konge af Danmark.
En anden kirke er den hvidkalkede Gammel Haderslev Kirke, der ligger ved bredden af indre dam.
En renovering af byens ældre huse har medført, at Haderslev byder på en unik[kilde mangler] samling af huse og bygninger fra 1400 til begyndelsen af 1900-tallet, og bymidtens brolagte gader og stræder danner en oplagt baggrund for byvandringer.
Tidligere havde byen slottet Haderslevhus, hvad gadenavnet Slotsgade stadig vidner om. Slottet menes at have eksisteret siden 1200-tallet, men i midten af 1500-tallet blev det revet ned og erstattet af Hansborg, der blev opført som et moderne renæssanceslot af hertug Hans den Ældre. Efter hans død faldt det tilbage til den danske krone, og Frederik 2., der selv var født på det gamle Haderslevhus, byggede Hansborg færdigt. Det var på størrelse med Kronborg Slot. Det nye slot blev herefter igen kaldt ved det gamle navn Haderslevhus. Det blev et af Christian den 4.'s yndlingsslotte, her blev han gift, og mange af hans børn er født på slottet. Ulykkeligvis nedbrændte Haderslevhus under Torstenson-krigen i 1644 og blev aldrig siden genopført. En del af stenene blev i 1660'erne anvendt til opførelsen af Det Kongelige Bibliotek.
Slesvigske Musikhus er opført over for Haderslev Kaserne til brug for Slesvigske Musikkorps og områdets øvrige musikliv.

### Sport
Haderslev er hovedsæde for sportsklubben Sønderjysk Elitesport, som bl.a. har et fodboldhold i Superligaen og som har hjemmebane på Sydbank Park.
Haderslev Kommune er fra 2007 eliteidrætskommune i samarbejde med Team Danmark. Som elitekommune skal Haderslev Kommune og Team Danmark blandt andet samarbejde om at styrke eliteidrætsklubberne og træneruddannelser, etablere kraftcentre i samarbejde med relevante specialforbund samt formidle ekspertviden inden for idrætsmedicin, ernæring, fysisk træning og idrætspsykologi.
Samarbejdet skal også omfatte udviklingen af idrætsskoler, som er folkeskoler med et udvidet idrætstilbud, samt fleksible uddannelses-, bolig- og jobmuligheder for talenter og eliteudøvere.
Udgangspunktet for elitesatsningen er miljøet omkring Haderslev Idrætscenter, Vojens Ishockey og Haderslev Idrætsakademi. Udviklingen af elite- og talentarbejdet skal blandt andet fokusere på fodbold, ishockey, men også svømning og golf samt en række mindre idrætsgrene.

## Galleri
- Slotsvandmøllen
- Sankt Severin Kirke
- Frontparti på Hertug Hans Hospitalskirke
- Domkirken set fra nord
- Haderslev Bank, Nørregade

- Haderslev Kaserne
- Udsigt mod Haderslev Dam
- Monument i Haderslev Dampark
- Bro ved Haderslev Indre Dam

## Venskabsbyer
Haderslev er venskabsby med:
- Wittenberg, Tyskland
- Varberg, Sverige
- Sandefjord, Norge
- Uusikaupunki, Finland
- Braine, Frankrig

## Nævneværdige bysbørn
- Bitten Clausen, fabrikant
- Politiker, købmand Peter Hiort Lorenzen
- Politiker, statsminister, cand.jur. Poul Schlüter
- Professor i systematisk teologi Niels Henrik Gregersen
- Historiker H.V. Gregersen
- Ari Alexander, Skuespiller
- Maja Alm, orienteringsløber
- Ole Olsen (født 16. november 1946)
- Svend Wad, bokser. (Født 3 febr.1928 død 4 dec 2004.) Olympisk bronze medalje i London 1948
- Willum Mechlenburg († 1677)[10]